# Ladislav Kříž
Ladislav Kříž (ur. 28 stycznia 1944 w Pradze) – czeski lekkoatleta reprezentujący Czechosłowację, sprinter, mistrz Europy z 1971.
Na pierwszych europejskich igrzyskach halowych w 1966 w Dortmundzie zdobył srebrny medal w sztafecie 4 × 2 okrążenia, a w biegu na 60 metrów odpadł w eliminacjach. Startował na mistrzostwach Europy w 1966 w Budapeszcie, gdzie zajął 5. miejsce w finale biegu na 200 metrów, a w sztafecie 4 × 100 metrów zajął wraz z kolegami 7. miejsce; wystąpił również w eliminacyjnym biegu sztafety 4 × 400 metrów, ale w finale zastąpił go Pavel Pěnkava. Zdobył brązowy medal w sztafecie szwedzkiej 1+2+3+4 okrążenia na europejskich igrzyskach halowych w 1967 w radze, a w biegu na 50 metrów odpadł w półfinale. Na europejskich igrzyskach halowych w 1968 w Madrycie odpadł w eliminacjach biegu na 50 metrów, a sztafeta 1+2+3+4 okrążenia z jego udziałem nie ukończyła biegu finałowego.
Na mistrzostwach Europy w 1969 w Atenach zdobył wraz z kolegami brązowy medal w sztafecie 4 × 100 metrów (biegła w składzie: Kříž, Dionýz Szögedi, Jiří Kynos i Luděk Bohman). W biegu na 100 metrów odpadł w eliminacjach, a w biegu na 200 metrów w półfinale.
Zdobył złoty medal w sztafecie 4 × 100 metrów na mistrzostwach Europy w 1971 w Helsinkach (w składzie: Kříž, Juraj Demeč, Kynos i Bohman). Odpadł w eliminacjach biegu na 200 metrów.
Na igrzyskach olimpijskich w 1972 w Monachium odpadł w ćwierćfinale biegu na 200 metrów.
Ladislav Kříž był mistrzem Czechosłowacji w biegu na 200 metrów w 1966 i 1968 oraz w sztafecie 4 × 100 metrów w 1965, wicemistrzem w biegu na 200 metrów w 1967 i 1971 oraz brązowym medalistą w biegu na 100 metrów w 1965, w biegu na 200 metrów w 1970 i 1972, w sztafecie 4 × 100 metrów w 1970 oraz w sztafecie 4 × 400 metrów w 1967. Był również halowym mistrzem Czechosłowacji w biegu na 100 metrów w 1969, wicemistrzem w biegu na 50 metrów w 1969, w biegu na 60 metrów w 1974 i w biegu na 300 metrów w 1972 oraz brązowym medalistą w biegu na 50 metrów w 1972.
Oprócz kilku rekordów w sztafecie 4 × 100 m wyrównał również rekordy Czechosłowacji na 100 metrów (10,2 s w 1969) i na 200 metrów (20,8 s w 1967 i 1968).